# هيكونا (شيغا)
مدينة هيكونا (بالإنجليزية: Hikone)‏ هي أحد المدن التابعة لمحافظة شيغا. تأسست رسميًا في 11/02/1937. ويقدر عدد سكانها بـ 110945 نسمة حسب تقدير مكتب الإحصاء الياباني لعام 2012. تبلغ مساحة هيكونا 196.84 كم2. بكثافة سكانية تبلغ 564 نسمة/كم2.

## المناخ
يظهر الجدول التالي التغييرات المناخية على مدار السنة لهيكونا:
| البيانات المناخية لـهيكونا                              | البيانات المناخية لـهيكونا | البيانات المناخية لـهيكونا | البيانات المناخية لـهيكونا | البيانات المناخية لـهيكونا | البيانات المناخية لـهيكونا | البيانات المناخية لـهيكونا | البيانات المناخية لـهيكونا | البيانات المناخية لـهيكونا | البيانات المناخية لـهيكونا | البيانات المناخية لـهيكونا | البيانات المناخية لـهيكونا | البيانات المناخية لـهيكونا | البيانات المناخية لـهيكونا |
| الشهر                                                   | يناير                      | فبراير                     | مارس                       | أبريل                      | مايو                       | يونيو                      | يوليو                      | أغسطس                      | سبتمبر                     | أكتوبر                     | نوفمبر                     | ديسمبر                     | المعدل السنوي              |
| ------------------------------------------------------- | -------------------------- | -------------------------- | -------------------------- | -------------------------- | -------------------------- | -------------------------- | -------------------------- | -------------------------- | -------------------------- | -------------------------- | -------------------------- | -------------------------- | -------------------------- |
| الدرجة القصوى °م (°ف)                                   | 17.2 (63.0)                | 19.9 (67.8)                | 24.5 (76.1)                | 28.7 (83.7)                | 31.6 (88.9)                | 35.2 (95.4)                | 37.7 (99.9)                | 37.5 (99.5)                | 35.7 (96.3)                | 32.1 (89.8)                | 24.4 (75.9)                | 20.7 (69.3)                | 37.7 (99.9)                |
| متوسط درجة الحرارة الكبرى °م (°ف)                       | 6.8 (44.2)                 | 7.3 (45.1)                 | 11.0 (51.8)                | 17.3 (63.1)                | 22.1 (71.8)                | 25.7 (78.3)                | 29.7 (85.5)                | 31.6 (88.9)                | 27.3 (81.1)                | 21.3 (70.3)                | 15.3 (59.5)                | 9.8 (49.6)                 | 18.8 (65.8)                |
| المتوسط اليومي °م (°ف)                                  | 3.7 (38.7)                 | 3.9 (39.0)                 | 6.9 (44.4)                 | 12.3 (54.1)                | 17.2 (63.0)                | 21.4 (70.5)                | 25.6 (78.1)                | 27.1 (80.8)                | 23.2 (73.8)                | 17.1 (62.8)                | 11.4 (52.5)                | 6.3 (43.3)                 | 14.7 (58.4)                |
| متوسط درجة الحرارة الصغرى °م (°ف)                       | 0.7 (33.3)                 | 0.8 (33.4)                 | 3.3 (37.9)                 | 8.0 (46.4)                 | 13.1 (55.6)                | 18.0 (64.4)                | 22.4 (72.3)                | 23.6 (74.5)                | 19.9 (67.8)                | 13.4 (56.1)                | 7.6 (45.7)                 | 2.9 (37.2)                 | 11.1 (52.0)                |
| أدنى درجة حرارة °م (°ف)                                 | −11.3 (11.7)               | −8.9 (16.0)                | −7.9 (17.8)                | −2.1 (28.2)                | 0.9 (33.6)                 | 6.9 (44.4)                 | 12.8 (55.0)                | 14.0 (57.2)                | 8.3 (46.9)                 | 1.5 (34.7)                 | −2.4 (27.7)                | −8.7 (16.3)                | −11.3 (11.7)               |
| الهطول مم (إنش)                                         | 106.9 (4.21)               | 102.2 (4.02)               | 120.1 (4.73)               | 114.1 (4.49)               | 150.2 (5.91)               | 190.5 (7.50)               | 217.7 (8.57)               | 109.0 (4.29)               | 168.8 (6.65)               | 115.5 (4.55)               | 84.5 (3.33)                | 91.1 (3.59)                | 1٬570٫9 (61.85)            |
| متوسط تساقط الثلوج سم (إنش)                             | 44 (17)                    | 40 (16)                    | 6 (2.4)                    | —                          | —                          | —                          | —                          | —                          | —                          | —                          | 0 (0)                      | 14 (5.5)                   | 104 (41)                   |
| متوسط أيام هطول الأمطار (≥ 1.0 mm)                      | 14.1                       | 12.3                       | 12.4                       | 10.3                       | 10.4                       | 11.8                       | 12.3                       | 7.5                        | 10.4                       | 8.9                        | 8.9                        | 12.1                       | 131.4                      |
| ساعات سطوع الشمس الشهرية                                | 98.5                       | 110.9                      | 153.3                      | 182.1                      | 191.6                      | 153.7                      | 167.6                      | 209.1                      | 156.5                      | 163.3                      | 130.1                      | 109.3                      | 1٬825٫8                    |
| المصدر #1: وكالة الأرصاد الجوية اليابانية (1981 - 2010) |                            |                            |                            |                            |                            |                            |                            |                            |                            |                            |                            |                            |                            |
| المصدر #2: Japan Meteorological Agency                  |                            |                            |                            |                            |                            |                            |                            |                            |                            |                            |                            |                            |                            |

## توأمة
لهيكونا (شيغا) اتفاقيات توأمة مع كل من:
- آن آربر
- شيانغتان (1 نوفمبر 1991 - )[6]

## أعلام
- أونيروكو دان
- يوتو إيواساكي
- ريو كاغاوا